# Dangerous Minds – Wilde Gedanken
Dangerous Minds – Wilde Gedanken ist ein Film aus dem Jahr 1995, der die Geschichte einer ehemaligen Offizierin des United States Marine Corps, Louanne Johnson (Michelle Pfeiffer), erzählt. Sie nimmt eine Stelle als Englischlehrerin an der Inner-City Highschool in East Palo Alto, Kalifornien an. Im Film geht es um die Probleme heranwachsender Schüler und das Bemühen einer engagierten Lehrerin.

## Handlung
Louanne Johnson kommt als Ex-Marineinfanteristin an die Inner-City High School von East Palo Alto. Ihre überwiegend schwarzen Schüler gehören allesamt der Unterschicht an. Viele von ihnen sind Mitglieder von Gangs und handeln mit Drogen. Aufgrund ihrer zierlichen Gestalt und blassen Hautfarbe wird sie von den Schülern spöttisch „Weißbacke“ genannt.
Um sich deren Respekt zu verdienen, trägt sie fortan eine Lederjacke und bringt ihren Schülern Karate bei. Für die Einführung in die Lyrik und Poesie verwendet Louanne Texte von Bob Dylan wie „Mr. Tambourine Man“, um ihnen Symbolik und Metaphern zu vermitteln. Sie belohnt sie mit einem Ausflug zu einem Freizeitpark, Schokoriegeln und einem Gewinnspiel, in dem es darum geht, zu einem Gedicht von Bob Dylan ein vergleichbares Gedicht von Dylan Thomas zu finden.  Als ihr dies gelungen ist, erörtert sie mit ihren Schülern Dylan Thomas’ Gedicht „Do not go gentle into that good night“.
Mehr und mehr vertrauen die Schüler ihrer Lehrerin und entwickeln auch Hoffnung für sich und ihre gesellschaftliche Situation.
Doch der Direktor ist sehr unzufrieden mit Louannes Lehrmethoden und droht ihr mit einer Kündigung, was von ihr aber ignoriert wird. 
Eines Tages wird einer der Schüler, Emilio, von einem Ex-Häftling bedroht, der Emilios Freundin für sich haben will. Emilio begegnet ihm mit Spott. Der Ex-Häftling kündigt an, Emilio umbringen zu wollen. Louanne versucht, das zu verhindern, indem sie Emilio mit zu sich nach Hause nimmt und ihm klarmacht, dass Gewalt keine Lösung sei und er den Vorfall melden solle. Am nächsten Morgen will Emilio tatsächlich die Sache melden, wird aber vom Direktor Grandey abgewiesen, da er nicht an die Tür geklopft habe. An diesem Tag wird Emilio erschossen. Louanne will die Schule daraufhin verlassen, wird aber von den Schülern, die sie in ihr Herz geschlossen haben, aufgehalten.

## Kritiken
„Beschauliche Jugendunterhaltung mit Sozialanstrich, die ihr vorgebliches Engagement kaum einlöst und Konflikte ausspart. Routiniert inszeniert, aber viel zu schön, um glaubwürdig zu sein.“

Die Deutsche Film- und Medienbewertung verlieh dem Film das Prädikat „besonders wertvoll“.

## Hintergründe
- Der Film basiert auf der wahren Geschichte My Posse Don’t Do Homework von Louanne Johnson und folgt Filmen wie Die Saat der Gewalt (Blackboard Jungle), To Sir, with Love und Stand and Deliver. Er wurde im folgenden Jahr in der Filmkomödie High School High parodiert.
- Der Film beinhaltet auch den Song Gangsta’s Paradise, Coolios Neu-Interpretation des Stevie-Wonder-Klassikers Pastime Paradise von dessen Album Songs In The Key of Live. Nach Erscheinen des Films wurde das schwermütige Stück ein vielgespielter Erfolg im Radio und Musikfernsehen.
- Zwischen 1996 und 1997 wurde die TV-Serie Dangerous Minds – Eine Klasse für sich mit Annie Potts als Louanne Johnson produziert.